# Sněhotice
Sněhotice je malá vesnice, část městyse Brodek u Prostějova v okrese Prostějov. Nachází se asi 2 km na západ od Brodku u Prostějova. V roce 2009 zde bylo evidováno 45 adres. V roce 2001 zde trvale žilo 131 obyvatel. Sněhotice je také název katastrálního území o rozloze 0,79 km2.

## Název
Na vesnici bylo přeneseno původní pojmenování jejích obyvatel Sněhotici, které bylo odvozeno od osobního jména Sněhota (šlo o přezdívku muže s bílými vlasy) a které znamenalo "Sněhotovi lidé".

## Historie
První písemná zmínka o obci pochází z roku 1356. Se vznikem vojenského újezdu Březina přišly Sněhotice o drobný západní zalesněný výběžek svého katastru (tato bývalá část Sněhotic je nyní součástí k. ú. Cihelny u Podivic).

## Obyvatelstvo

### Struktura
Vývoj počtu obyvatel za celou obec i za jeho jednotlivé části uvádí tabulka níže, ve které se zobrazuje i příslušnost jednotlivých částí k obci či následné odtržení.
| Místní části   | Místní části   | 1869 | 1880 | 1890 | 1900 | 1910 | 1921 | 1930 | 1950 | 1961 | 1970 | 1980 | 1991 | 2001 | 2011 |
| -------------- | -------------- | ---- | ---- | ---- | ---- | ---- | ---- | ---- | ---- | ---- | ---- | ---- | ---- | ---- | ---- |
| Počet obyvatel | část Sněhotice | 177  | 184  | 160  | 170  | 186  | 167  | 160  | 138  | 157  | 142  | 123  | 112  | 131  | 122  |
| Počet domů     | část Sněhotice | 29   | 29   | 29   | 31   | 32   | 33   | 33   | 36   | 0    | 37   | 36   | 47   | 43   | 42   |

## Pamětihodnosti
- Kaplička se zvonicí

## Fotogalerie

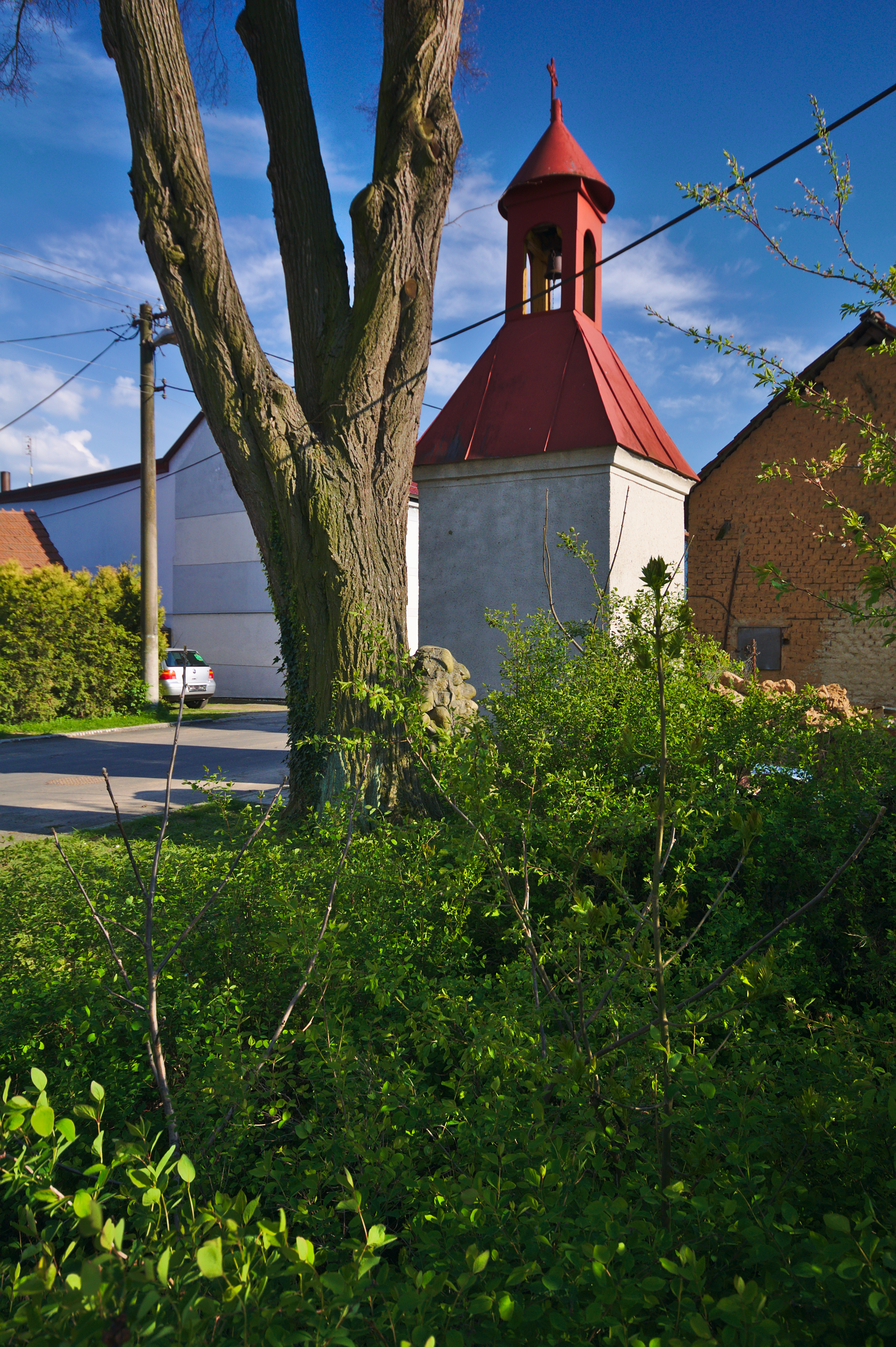
Zvonice
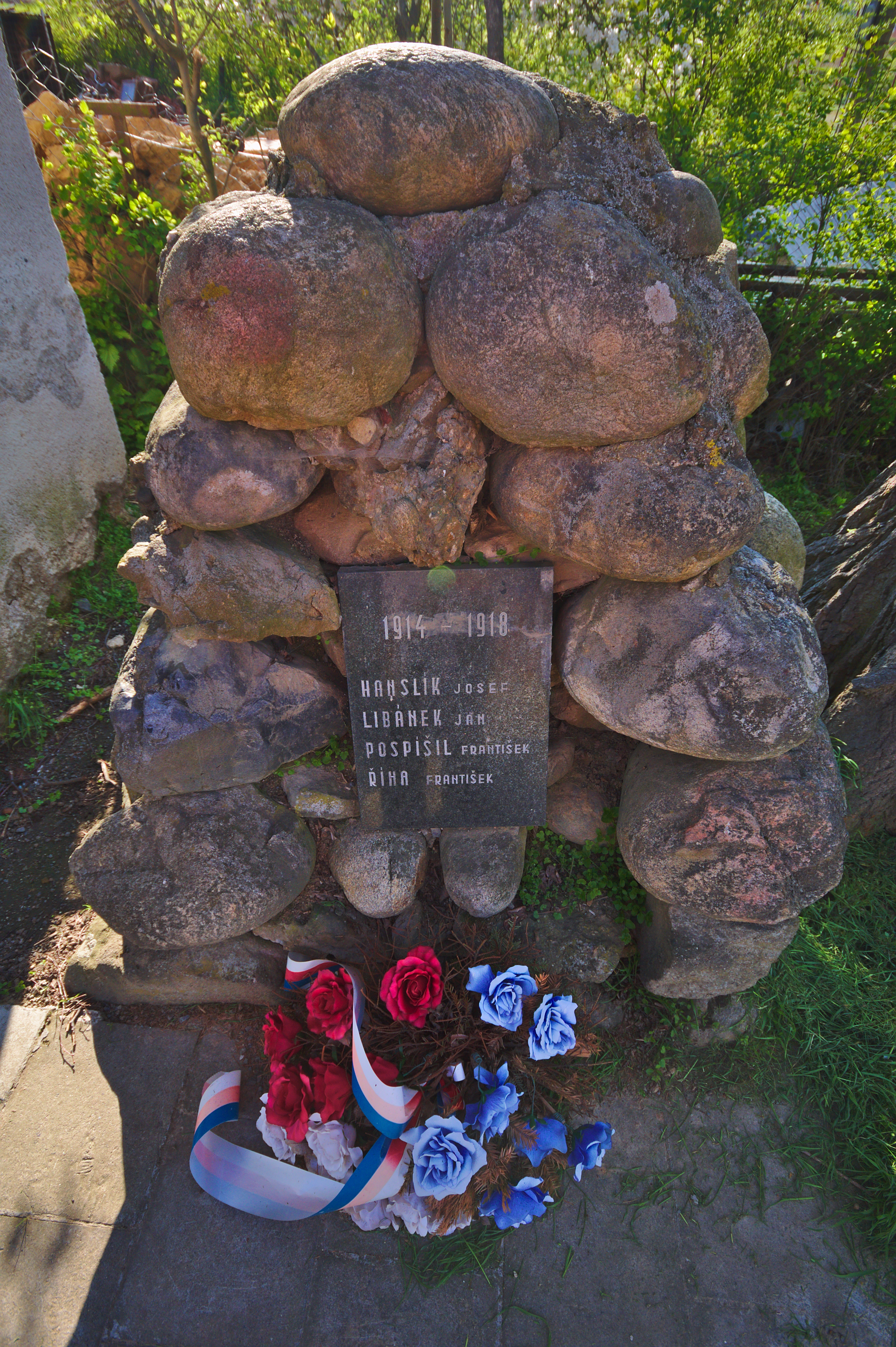
Pomník padlým v první světové válce vedle zvonice
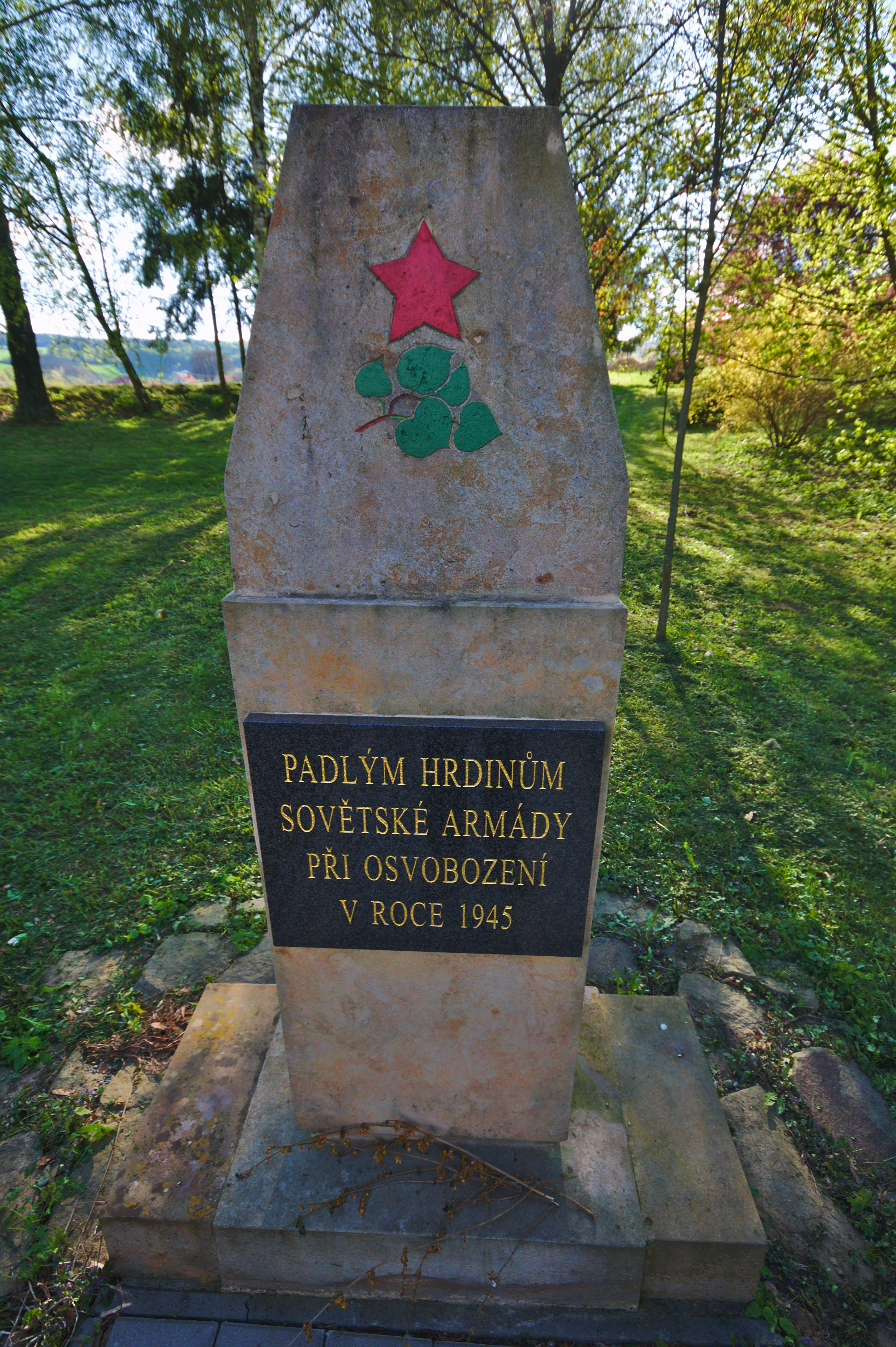
Památník Rudé armádě
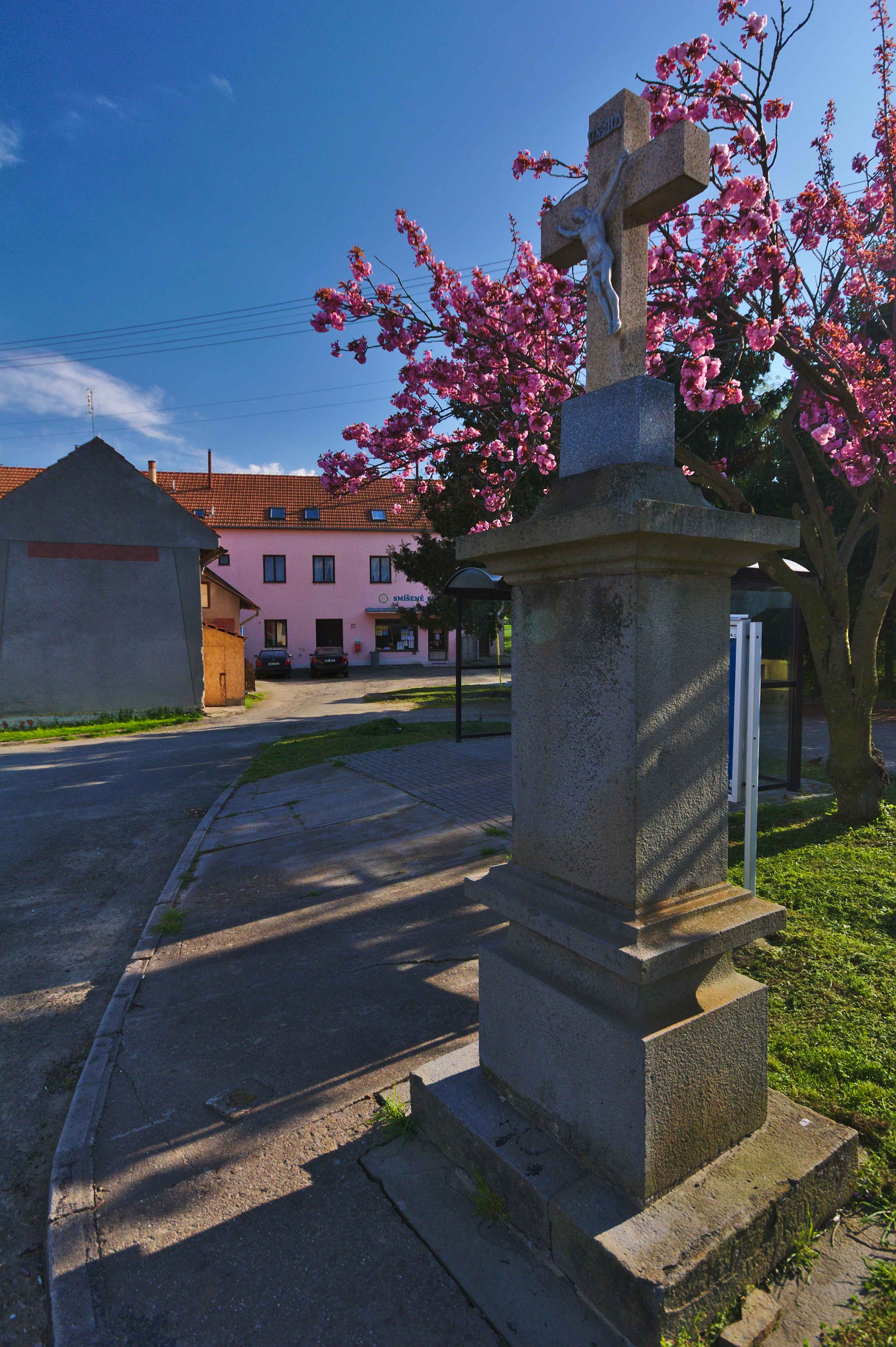
Kříž
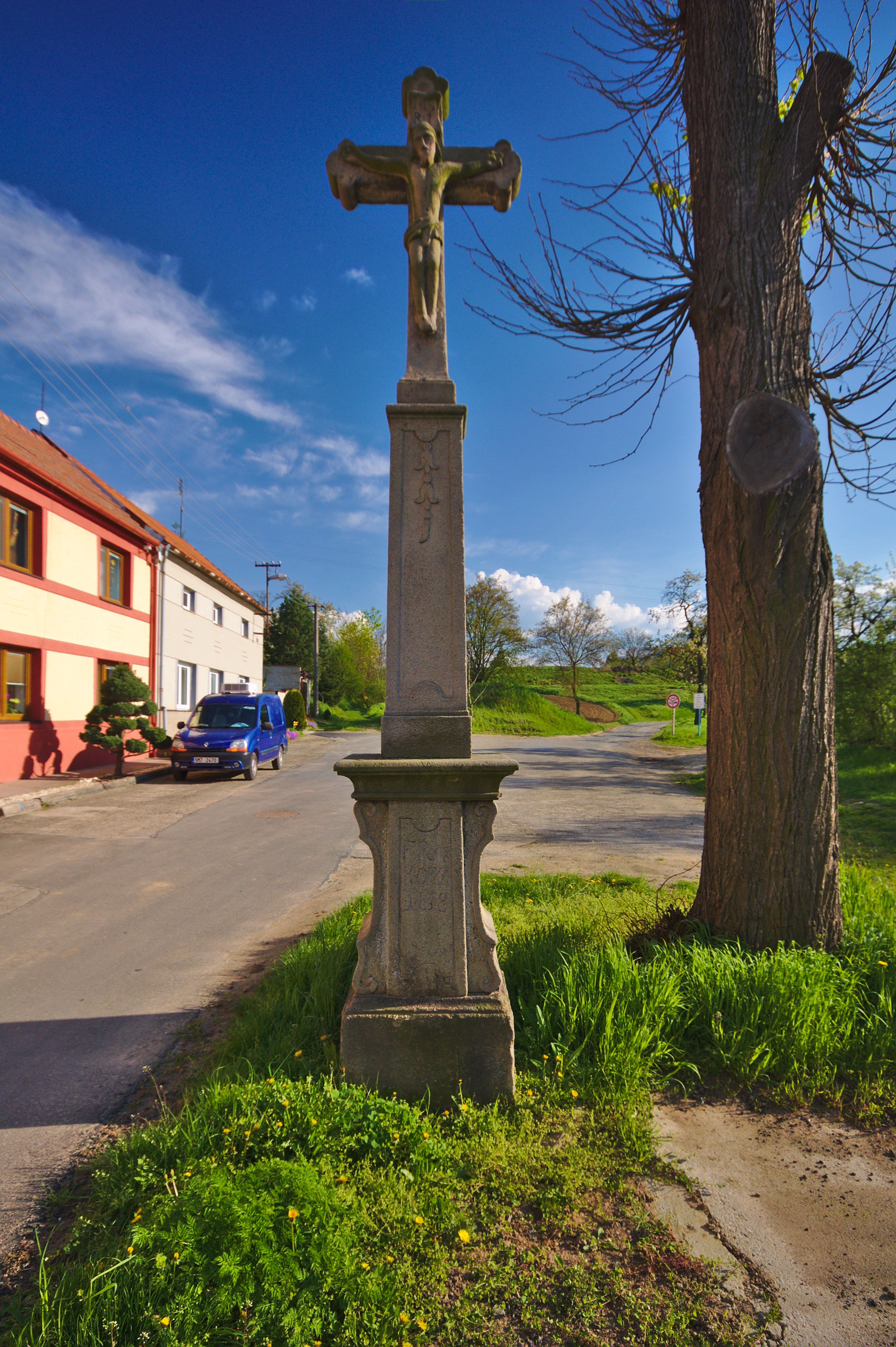
Kříž v jižní části obce
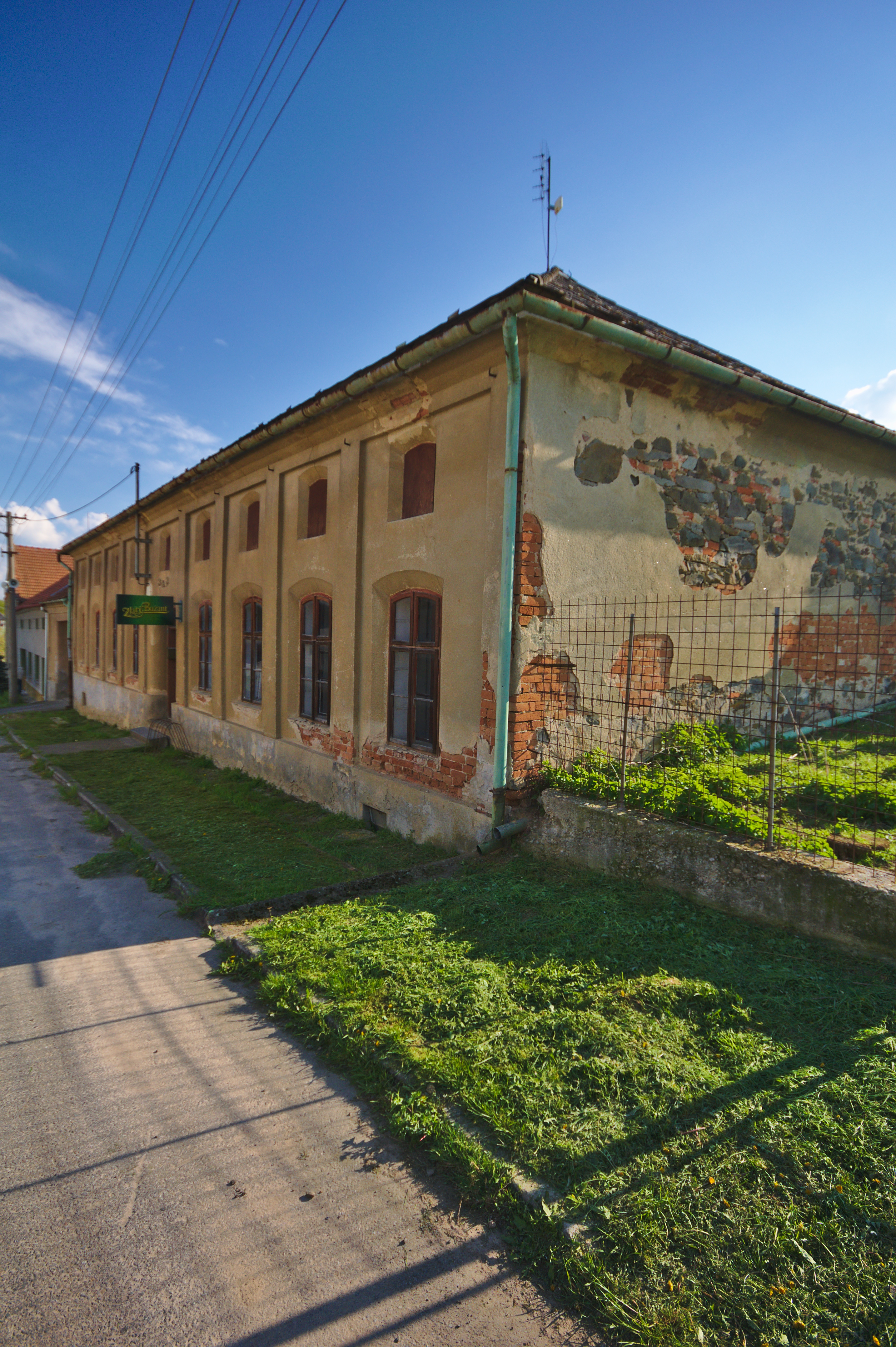
Hospoda